# Änge
Änge is een plaats in de gemeente Krokom in het landschap Jämtland en de provincie Jämtlands län in Zweden. De plaats heeft 387 inwoners (2005) en een oppervlakte van 56 hectare. De dichtstbijzijnde redelijk grote stad is Östersund, dat 50 kilometer van Änge afligt.